# Howchin South Stream
Koordinaten: 78° 13′ S, 163° 25′ O
Der Howchin South Stream (englisch für Südlicher Howchinstrom) ist ein Schmelzwasserfluss an der Scott-Küste des ostantarktischen Viktorialands. In den Denton Hills fließt er von der Südflanke des Howchin-Gletschers in östlicher Richtung und südlich des Howchin North Stream zum Howchin Lake.
Das New Zealand Geographic Board benannte ihn 1994 in Anlehnung an die Benennung des ihn speisenden Gletschers. Dessen Namensgeber der australische Geologe Walter Howchin (1845–1937).